# Demokratická aliance
Demokratická Aliance (ang. Democratic Alliance, DA) je jihoafrická politická strana středového a liberálního zaměření, která vznikla v roce 2000. Tvoří hlavní opozici vládnoucího Afrického národního kongresu a zároveň je vládnoucí stranou v provincii Západní Kapsko.

## Historie
Strana vznikla v roce 2000 po uzavření aliance mezi Demokratickou stranou a Novou národní stranou. Aliance přijala liberální a centralistický program. Strana se stala opozicí vůči vládnoucímu Africkému národnímu kongresu, který silně kritizuje. Od roku 2014 disponuje 89 mandáty v Národním shromáždění a 10 mandáty v Národním koncilu provincií. Od května 2009 je vládnoucí stranou v provincii Západní Kapsko (v celostátních volbách 2014 získala 59,38 %). Obliba strany roste díky úspěšné politice dnes již bývalé předsedkyně Helen Zilleové.

## Předsedové strany
- Tony Leon (2000–2006)
- Helen Zilleová (2006–2015)
- Mmusi Maimane (od 2015)

## Volební podpora strany
| Volby | Podpora | Změna | Mandáty | Změna |
| ----- | ------- | ----- | ------- | ----- |
| 2004  | 12,37%  | -     | 50      | -     |
| 2009  | 16,66%  | 4,29  | 67      | 17    |
| 2014  | 22,23%  | 4,65  | 89      | 18    |